# Шибанов, Павел Петрович
Павел Петрович Шибанов (29 июня 1864, Самара — 1 мая 1935, Москва) — русский и советский антиквар-букинист, библиофил. Член Московского библиографического кружка (1889—1900), позднее преобразованного в Русское библиографическое общество при Московском университете (1900—1930), Русского общества друзей книги (1920—1929), Ленинградского общества библиофилов (1923—1931) и др. Автор фундаментального труда по истории антикварной книжной торговли в России «Антикварная книжная торговля в России».

## Биография
Родился 29 июня 1864 года в Самаре в старообрядческой семье; в 1879 году начал свою книготорговую деятельность в Москве на Старой площади в лавке своего отца Петра Васильевича Шибанова, известного антиквара — специалиста по старопечатной книге . В 1881 году в возрасте 17 лет на основе книг собственной библиотеки подготовил и выпустил в свет свой первый научный труд «Список редких русских книг со ссылками на библиографические источники», за который в среде букинистов и библиофилов получил шутливое прозвище «Маленький Сопик». С 1885 года одним из первых московских антикваров начал регулярный выпуск каталогов наличного ассортимента магазина, приобщив к этому делу своего родного брата Льва Петровича (1868—1908). Начиная с этого времени и вплоть до 1916 года, им было подготовлено и издано 166 таких каталогов, в том числе тематических, посвященных библиографии, мемуарам, Сибири и Китаю, литературе о Москве и Московской губернии, Отечественной войне 1812 года, русским книгам XVIII века, изданиям, выпущенным на русском языке за пределами России, покупке конкретных книжных коллекций (Я. Ф. Березина-Ширяева, С. М. Шпилевского, П. А. Ефремова и др.).
В первых его каталогах книги располагались по годам в соответствии с хронологией их выхода в свет, начиная же с 1886 года все описания давались в алфавитном порядке. Как правило, они имели единую порядковую нумерацию, хотя были и исключения — выпуски, опубликованные на страницах журнала «Библиографические записки» (№ 43—51 включительно), и сводный каталог 1899 года под названием «Каталог русских книг, старых и новых, замечательных и редких» (№ 72—93).
Каталоги П. П. Шибанова сохранили книговедческое значение и сегодня, так как многие из перечисленных в них изданий исчезли с букинистического рынка и отсутствуют в библиотеках. Особый интерес они представляют для профессиональных продавцов книг, поскольку содержат сведения о степени редкости русских антикварных книг.
С 1888 года «Антикварная книжная торговля П. Шибанова» начала издавать книги научной тематики, в том числе исследование А. А. Титова «Древние памятники и исторические святыни Ростова Великого» (1888), труды Л. М. Савёлова по генеалогии (все три — 1904), факсимильное издание романа М. Д. Чулкова «Пригожая повариха» (1904) и др. В 1892 году он издавал журнал «Библиографические записки» (№ 1—12), ставший одним из первых отечественных библиофильских журналов.
В период с середины 1890-х до 1908 года П. П. Шибанов перевёл свой магазин в новое двухэтажное помещение на Никольской улице; приобрёл более 20 крупных частных собраний; активно участвовал в книжных аукционах как в России, так и за рубежом, устанавливая тесные контакты с крупнейшими немецкими антикварными фирмами; предпринял первую поездку в Европу и др.
В последние годы перед революцией в результате обострения социально-политической обстановки в стране антиквар резко сократил объёмы покупки новых книг для магазина и выпуск каталогов.
После национализации своего магазина в 1918 году Шибанов поступил на работу в Народный комиссариат просвещения РСФСР (Наркомпрос), где до 1920 года занимал пост сначала сотрудника, потом заведующего Отделом снабжения, а в 1920—1927 годах — эксперта по прикладному и древнерусскому искусству и библиографии Музейного отдела, осуществляя учёт и описание национализированных частных и общественных коллекций. С 1923 года он был заведующим антикварным отделом московского отделения АО «Международная книга», располагавшегося по адресу: Кузнецкий мост, 12, в бывшем доходном здании Джамгаровых.
За период 1923—1934 годов Шибанов сумел наладить подготовку и выпуск книготорговых каталогов (78) и бюллетеней (более 300); его усилиями были организованы и проведены многочисленные книжные выставки отдела, в том числе юбилейная выставка в честь 200-летия Академии наук (1925); с целью упорядочения ценообразования на антикварную книгу подготовил и выпустил первый в советское время каталог книг под названием «Ищем купить» (1927); активно занялся преподавательской деятельностью и др.
Скончался в Москве 1 мая 1935 года после продолжительной болезни и был похоронен на Рогожском кладбище.

## Библиотека адмирала Лазарева
В 1931 году в Севастополе для командного состава Черноморского флота были организованы курсы по изучению иностранных языков. Для обеспечения занятий необходимой иностранной литературой военно-морской тематики имелись соответствующие издания на английском, французском, немецком языках, но старые, а на приобретение новых средств не хватало.
В связи с этим библиотека вошла в переговоры с «Международной книгой» и, продав ей ряд дублетных и старых, хотя и ценных редких книг, лежавших в библиотеке без всякого пользования, взамен получила право на выписку ежегодно на несколько сот рублей иностранных книг и журналов. Выручено было 16 тыс. рублей (предположительно для этого было продано 16 тонн редких книг). Отбором литературы на продажу занимался эксперт «Международной книги» П. П. Шибанов. О том, как происходило официально одобренное и узаконенное уничтожение уникального фонда Севастопольской Морской библиотеки, П. П. Шибанов впоследствии вспоминал:

Это было в 1931 г. В этот год свой отпуск я проводил на Южном берегу Крыма, в Алупке. Вдруг я получаю из Москвы от «Международной книги» предписание — по окончании отпуска заехать в Севастополь, обследовать Морскую библиотеку, от которой «Международная книга» получила предложение приобрести у неё большое количество книг, составлявших или дублеты, или идеологически непригодные. Один из библиотекарей оказался в курсе дела и сказал, что действительно, они писали нам, и что в общих чертах он может познакомить меня с сущностью дела. Книг было огромное количество, тысяч 150, русских и иностранных. Масса книг редких и чрезвычайно интересных, восходящих русские — до XVIII в., а иностранные — чуть ли не до XVI в. Оказывается, библиотека была основана более 100 лет тому назад адмиралом Черноморского флота М. Лазаревым.
Библиотека произвела на меня колоссальное впечатление. Меня поразило богатство библиотеки и её разнообразие. Все точные, естественные и гуманитарные отделы: математика, история, география, философия, право, литература, искусство, всякие справочные издания, вплоть до нескольких изданий Британской энциклопедии, — нашли себе в библиотеке самое широкое место. Считали необходимым иметь и чистые библиографические редкости, как, например, «Слово о полку Игореве», подлинник знаменитого первого издания Мусина-Пушкина 1800 г. С неё я и начал просмотр.
Библиотека состояла из 1000 томов, русских, иностранных; состав книг довольно пестрый, особенно русских, с наклонностью в теологии: классики представлены в смирдинских изданиях. На всех переплетах были наклеены гербовые экслибрисы адмирала. Вместе с «Древностями Российского Государства» Солнцева стоял знаменитый труд Дюмон-Дюрвиля на французском языке «Путешествие вокруг света» в 5 томах; рядом с «Художественным листком» Тимма — роскошное английское издание «Путешествия по Австралии» и т. д. Атласы к Крузенштерну, Палласу, Лисянскому, Литке и многие другие. Отложено было много таких монументальных изданий, как академические издания Санскритского словаря, Сборник сведений о кавказских горцах, серии Академических изданий, как Мемуары, Сборник, Записки, Известия и т. д.
К моему счастию, взгляд на книги «идеологически неприемлемые» был в библиотеке широкий, и я смог купить и взять массу ценнейших и редких книг...

## Публикации
- Каталоги «Антикварной книжной торговли П. Шибанова» / [сост. П. П. Шибанов]. — М., 1885—1916. — № 1—166.
- Каталоги А/О «Международная книга» / [сост. П. П. Шибанов]. — М., 1924—1936. — № 1—78.
- Антикварная книжная торговля // Кн. торговля: пособие для работников кн. дела / под ред. М. В. Муратова и Н. Н. Накорякова. — М.; Л.: ГИЗ, 1925. — С. 200—265.
- Ищем купить = Our desiderata: Доклад П. П. Шибанова / [Акц. О-во «Международная книга»... Антикварный книжный магазин]; сост. П. П. Шибанов. — М.: «Мысль печатника», [1927]. — 16 с.
- Desiderata русского библиофила: редчайшие книги и их современная расценка (К докл. В РОДК 15 апр. 1927 г.) / сост. П. П. Шибанов. — М.: 13-я тип. Мосполиграф «Мысль Печатника», 1927. — 16 с.
- Шибанов П. П. Полвека со старой книгой и её друзьями (из воспоминаний) / публ. И. М. Кауфмана и Е. П. Шибановой // Книга. Исслед. и материалы. Сб. 24. — М., 1972. — С. 165—187.
- Шибанов П. П. Полвека со старой книгой и её друзьями (из воспоминаний) / публ. И. М. Кауфмана и Е. П. Шибановой // Книга. Исслед. и материалы. Сб. 25. — М., 1972. — С. 137—151.
- Шибанов П. П. Друзья книги / публ. Е. П. Шибановой и А. П. Толстякова // Книга. Исслед. и материалы. Сб. 27. — М., 1973. — С. 154—173.
- Шибанов П. П. Полвека со старой книгой и её друзьями: из неопубликованного / подгот. текста и коммент. Л. Г. Ларионовой // Библиофильские известия. — 2013. — № 19. — С. 44—50.
- Автобиография: к 150-летию со дня рождения / публ., предисл. и коммент. Л. Г. Ларионовой // Книга. Исслед. и материалы. Сб. 100. — М., 2014. — С. 213—233.
- Воспоминания старого библиофила. Записки известного книжника-антиквара П. П. Шибанова (1864—1935) // Московский журнал. — 2011. — № 1. — С. 57—65.